# Giovanni Battista Chiarlone
Giovanni Battista Chiarlone (Cagna, 27 settembre 1821 – Corrientes, 23 settembre 1866) è stato un militare italiano naturalizzato argentino.
Nelle fonti storiografiche latinoamericane il suo nome è indicato come Juan Bautista Charlone.

## Biografia
Nacque a Cagna, odierna frazione del comune di Piana Crixia, allora parte del Regno di Sardegna. Nel 1839, per ragioni economiche, emigrò con la famiglia in Uruguay, stabilendosi a Montevideo. Durante la guerra Grande si arruolò nella Legione Italiana di Giuseppe Garibaldi. Sotto il comando del futuro Eroe dei Due Mondi difese la capitale uruguaiana dall'assedio delle milizie dell'ex presidente blanco Manuel Oribe supportate dalle truppe argentine di Juan Manuel de Rosas. Nel 1846 combatté nella battaglia di San Antonio nel corso della quale rimase ferito alla testa. Al termine dello scontro Garibaldi stesso lo promosse al rango di sergente. Nel 1851, con il grado di capitano, fu trasferito al battaglione Orden, una delle unità d'élite dell'esercito uruguaiano. L'anno seguente partecipò alla battaglia di Caseros che segnò la sconfitta e la caduta del dittatore argentino Rosas. Dopo la vittoria di Caseros Chiarlone si arruolò nell'esercito di Buenos Aires, impegnato in una guerra contro le altre province argentine riunite sotto la guida del caudillo Justo José de Urquiza. Posto a capo di una compagnia di Granatieri del 2º battaglione di fanteria di linea, prese parte alla difesa della capitale argentina assediata dalle forze del generale Hilario Lagos. Nel 1856 fu inquadrato nella marina militare porteña, inizialmente con il grado di tenente di marina e successivamente con quello di capitano in seconda del brigantino General Pinto. L'anno seguente divenne il secondo di Antonio Susini, comandante della Legione Militare Italiana. Questo reparto, composto prevalentemente da italiani, era stato inviato da Bartolomé Mitre nel sud-ovest del territorio bonaerense a proteggere la zona dove stava sorgendo la città di Bahía Blanca dagli attacchi degli indigeni e a fondare una colonia agricola. Chiarlone subentrò al suo superiore come comandante della legione nel luglio 1858. Il 19 maggio 1859, alla testa dei suoi legionari, respinse e neutralizzò l'ultimo attacco degli indigeni contro Bahía Blanca. Nell'ottobre successivo partecipò alla battaglia di Cepeda e due anni dopo a quella di Pavón. Dopo quest'ultimo scontro fu promosso al grado di tenente colonnello.
Con lo scoppio della guerra della Triplice Alleanza la Legione Militare Italiana di Chiarlone fu inquadrata all'interno del 1º corpo d'armata dell'esercito argentino guidato dal generale Wenceslao Paunero. Il 25 maggio 1865 partecipò con i suoi uomini ad un assalto alla città di Corrientes, occupata qualche mese prima dall'esercito paraguaiano. Nello scontro Chiarlone, che con una manovra azzardata si era lanciato per primo in mezzo alle difese nemiche, rimase ferito dalla testa da un colpo di sciabola. Nonostante la ferita e le elevate perdite, fu posto in salvo dai suoi soldati ed evacuato con il resto delle truppe argentine al termine della battaglia. Nell'agosto dello stesso anno prese parte alla battaglia di Yatay. Nel 1866, con l'inizio della campagna di Humaitá, Chiarlone e la Legione Militare Italiana affrontarono i paraguaiani a Tuyutí, dove il colonnello comandava la 2ª brigata del 1º corpo d'armata argentino, a Yataytí-Corá e a Boquerón. Nel settembre 1866 fu promosso al grado di colonnello. Pochi giorni dopo, il 22 settembre le truppe alleate assaltarono le fortificazioni paraguaiane di Curupayty. Durante l'assalto il colonnello Chiarlone, che alla testa dei suoi uomini si era lanciato verso le linee nemiche, fu ferito mortalmente da una granata. Spirò il giorno seguente a Corrientes.
I suoi resti, trasportati a Buenos Aires il 6 ottobre successivo, riposano ora nel cimitero della Recoleta.

## Riconoscimenti
Nel centenario della sua morte il comune di Piana Crixia, sua terra natale, ha affisso sul municipio una lapide che ricorda la figura del colonnello Chiarlone. Strade e piazze sono state dedicate alla memoria del militare in diverse città argentine come Buenos Aires, Rosario, Mar del Plata, Córdoba e Bahía Blanca.
All'inizio del secolo fu costruita lungo la ferrovia che univa Rufino, in provincia di Santa Fe, a Italó, provincia di Córdoba una stazione chiamata Coronel Charlone in omaggio a Giovanni Battista Chiarlone. Nel 1908 i lotti intorno alla stazione furono venduti all'imprenditore d'origine spagnola Fernando Martí Tomás che fondò un piccolo villaggio. Nel 1979 questo insediamento, precedentemente conosciuto come Colonia y Pueblo Fernando Martí, fu ufficialmente ribattezzato Coronel Charlone.